# タウデニ
タウデニ(Taoudenni)は、マリ共和国北部、タウデニ州の都市。同州の州都でもあるが、2017年時点で反政府勢力のアザワド運動連合とAQIMの支配下にある。人口は115人（2009年国勢調査）。
岩塩の鉱床があり、昔ながらの方法で今も採掘が行われ、ラクダによる隊商によって運ばれている。塩のキャラバンはアザライと呼ばれる。タウデニの塩は、赤痢や梅毒などの病気に効くという言い伝えもある。

## 地理・歴史
タウデニ地方は盆地となっており、古代の塩湖の湖底に分厚い岩塩の鉱床が広がっている。塩湖は第四紀に干上がったという説もある。塩は中世からサハラ交易の重要な商品となってきた。かつては少し北のテガーザの岩塩の塩鉱が知られていたが、17世紀に枯渇し、かわってタウデニでの採掘が始まった。20世紀に駐屯したフランス軍の報告では、約200人の住民がおり、100人の労働者、労働者の家族である80人の女性や子供、首長や商人が20という内訳だった。1967年以降は採掘者の家族はトンブクトゥに移住し、女性や子供がタウデニに行くことは禁止された。

## 塩鉱とキャラバン
主な塩鉱は中央鉱区と呼ばれ、鉱夫がツルハシで岩塩を120センチメートル×60センチメートルの大きさに切り出す。それをチョウナで削って岩塩の部分を残してバーと呼ばれる板状にする。バーはラクダの背に乗せ、隊商が750km南のトンブクトゥまで運ぶ。採掘者には3つの階層があり、祖先が奴隷制時代の捕虜で召使として働いている者、フリーと呼ばれる出稼ぎの鉱夫、岩塩を削るアラブやトゥアレグの職人がいる。鉱夫はさらにアコウルジと呼ばれる熟練者と、アッソウブリと呼ばれる非熟練者に分けられる。
タウデニは最も近い集落まで500km離れており、サハラ砂漠の中に孤立している。そのためムーサ・トラオレ独裁政権の時代は政治犯収容所がタウデニに作られていた。タウデニに運ばれる生活物資は、通貨の代わりにバーと交換される。
隊商が塩を運搬するのは10月から3月の、涼しい6ヶ月の間だけである。トンブクトゥとタウデニの間ではトラックや四輪駆動車が使われることもあるが、砂質が柔らかく砂丘があるために自動車は適しておらず、ラクダが使い続けられている。

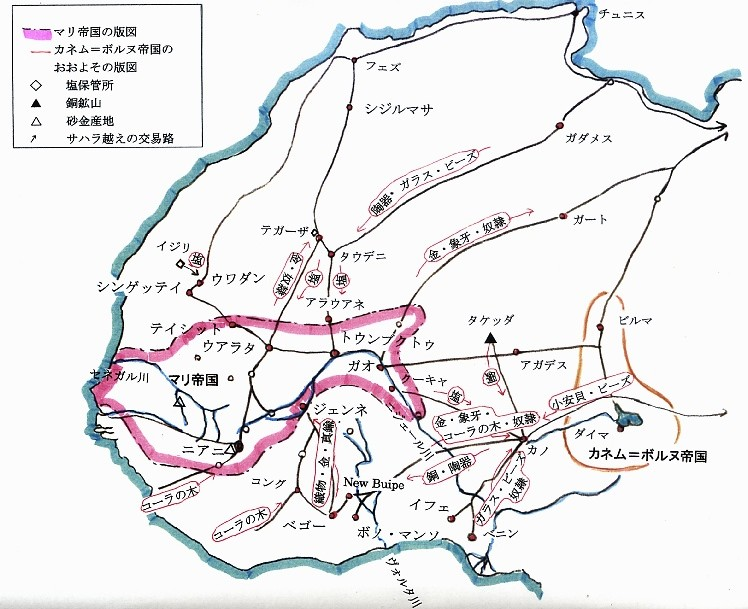
13世紀～15世紀初頭のマリ帝国とサハラ交易路

## 気候
| タウデニの気候       | タウデニの気候 | タウデニの気候 | タウデニの気候 | タウデニの気候 | タウデニの気候 | タウデニの気候 | タウデニの気候 | タウデニの気候 | タウデニの気候 | タウデニの気候 | タウデニの気候 | タウデニの気候 | タウデニの気候 |
| 月                   | 1月            | 2月            | 3月            | 4月            | 5月            | 6月            | 7月            | 8月            | 9月            | 10月           | 11月           | 12月           | 年             |
| -------------------- | -------------- | -------------- | -------------- | -------------- | -------------- | -------------- | -------------- | -------------- | -------------- | -------------- | -------------- | -------------- | -------------- |
| 日平均気温 °C （°F） | 17.9 (64.2)    | 21.1 (70)      | 24.7 (76.5)    | 28.1 (82.6)    | 32.3 (90.1)    | 35.5 (95.9)    | 36.9 (98.4)    | 35.8 (96.4)    | 34.0 (93.2)    | 29.9 (85.8)    | 23.9 (75)      | 18.4 (65.1)    | 28.2 (82.8)    |
| 降水量 mm （inch）   | 0.5 (0.02)     | 0.1 (0.004)    | 0.0 (0)        | 0.2 (0.008)    | 0.2 (0.008)    | 0.4 (0.016)    | 3.0 (0.118)    | 8.5 (0.335)    | 5.4 (0.213)    | 1.6 (0.063)    | 0.5 (0.02)     | 0.4 (0.016)    | 20.8 (0.819)   |
| 平均降水日数         | 0.0            | 0.0            | 0.0            | 0.0            | 0.0            | 0.0            | 0.9            | 1.8            | 0.6            | 0.0            | 0.0            | 0.0            | 3.3            |
| % 湿度               | 33.5           | 29.1           | 25.6           | 23.1           | 23.5           | 28.9           | 35.8           | 43.0           | 40.4           | 31.4           | 32.3           | 34.2           | 31.7           |
| 出典：Weatherbase    |                |                |                |                |                |                |                |                |                |                |                |                |                |